# Aerugit
Aerugit là một khoáng vật arsenat niken hiếm gặp có công thức hóa học Ni9(AsO4)2AsO6. Nó kết tinh thành các tinh thể theo hệ tinh thể ba phương, có màu lục đến lục lam đậm.
Nó được miêu tả đầu tiên vào năm 1858 ở có thể là mỏ nam Terres của Cornwall, Anh hoặc ở Erzgebirge, Saxony, Đức.